# Philipp Ulstad
Philipp Ulstad (latinisiert Philippus Ulstadius; * 15. Jahrhundert) war ein Patrizier aus Nürnberg, der um 1525 als Professor der Medizin an der Akademie in Freiburg  in der Schweiz tätig war.
Bekannt wurde er durch sein Werk Coelum philosophorum seu de secretis naturae liber, das vor allem aus Übersetzungen von Teilen des Liber de arte Distillandi de Compositis des Straßburger Wundarztes Hieronymus Brunschwig besteht, und einem Felix von Gennasius zu Valentz gewidmet ist. Es wurde 1525 in Freiburg im Üechtland verfasst und 1526 in Straßburg gedruckt. Eine deutsche Übersetzung erschien in Straßburg 1527 und eine französische in Paris 1546. Darin sind Auszüge von Arnaldus de Villanova, „Ramon Llull“, „Albertus Magnus“ und Johannes de Rupescissa enthalten. Das Werk erlebte zahlreiche Auflagen und war ein Hauptwerk zu Destillationstechniken (u. a. mit Windungen mit Wasserkühlung) in der frühen Neuzeit. Er war besonders von Rupescissa und dessen Lehre der fünften Essenz beeinflusst (hält diese aber nicht wie Rupescissa für unkorrumpierbar, nur weit weniger als die übrigen vier Elemente) und deren Verwendung in der Medizin. Er distanziert sich von philosophischen Auswüchsen der Alchemie und legt Wert auf deren Techniken, die er Apothekern, Ärzten und anderen Praktikern zugänglich machen will. Er beschrieb die Gewinnung von fünften Essenzen aus Pflanzen, Mineralien, Metallen (Gold u. a.) und gab jeweils Hinweise auf medizinische Anwendungen.
Daneben schrieb er noch einen kleinen Traktat über die Pest (De epidemia tractatus. Basel 1526). Über sein Leben ist wenig bekannt.

## Werke (Auswahl)
- De epidemia tractatus. Basel 1526

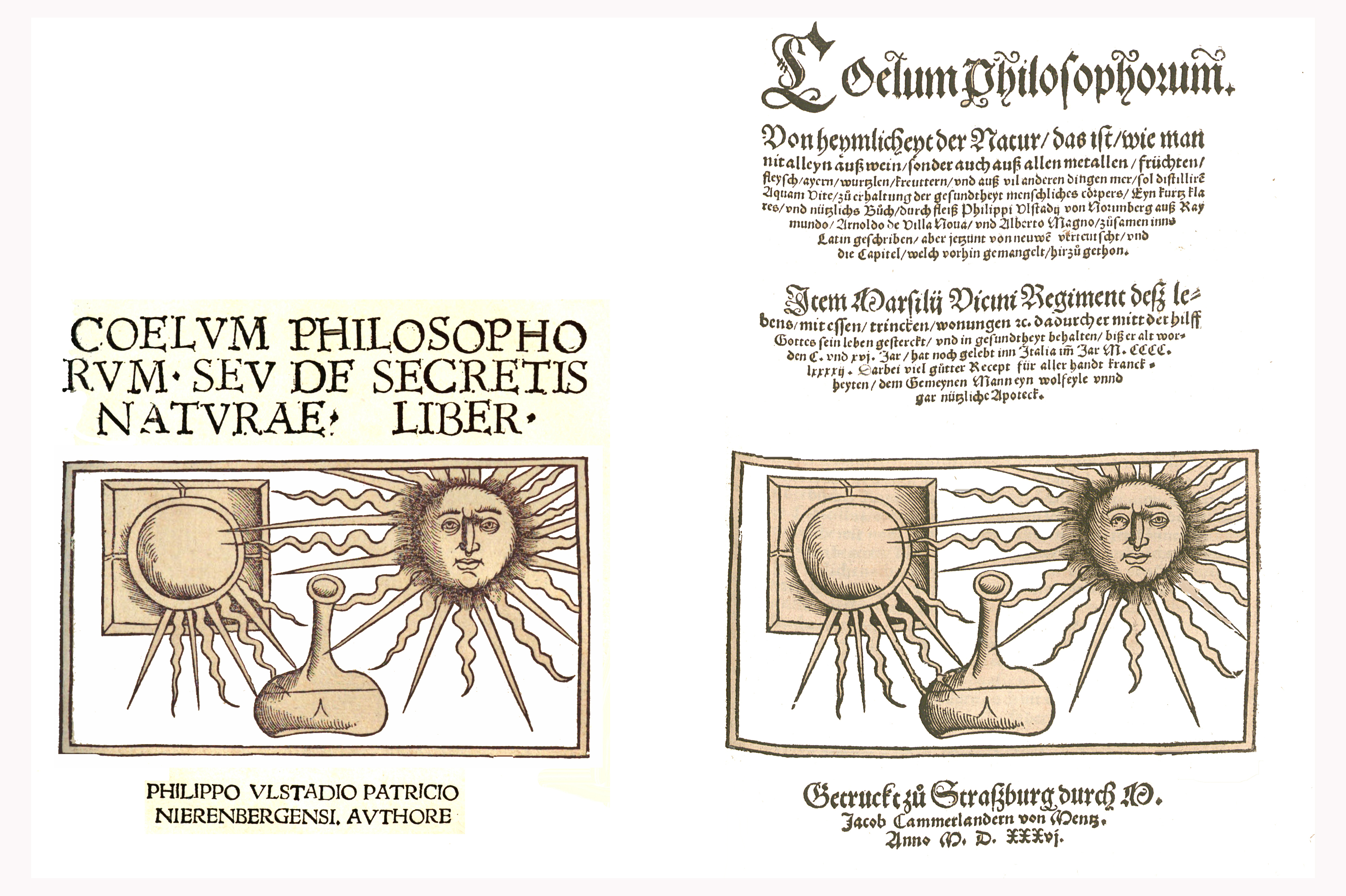
Ph. Ulstad: Coelum philosophorum. Titelblätter. Links: Ausgabe 1526 Latein; rechts: Ausgabe 1536 Landessprache

- Coelum Philosophorum Seu De Secretis naturae Liber. Hans Grüninger, Straßburg 1526 (Digitalisat) (Digitalisat) (Digitalisat); 1528 (Digitalisat); 1530 (Digitalisat)
- Coelum Philosophorum Seu De Secretis naturae. Jakob Cammerlander aus Mainz in Straßburg 1535 (Digitalisat)
  - Coelum philosophorum, Heimlichkeit der Naturen genannt. Jakob Cammerlander aus Mainz in Straßburg 1536 (Digitalisat)
  - Coelum philosophorum. Von heimlichkeit der Natur. Güfferich, Frankfurt 1551 (Digitalisat) (Digitalisat)
  - Coelum Philosophorum. Rouillius, Lyon 1553 (Digitalisat); Rouillius, Lyon 1572 (Digitalisat)
  - Coelum philosophorum, Das ist: Heimligkeit der Natur. Dietzel und von der Heyden, Straßburg 1630 (Digitalisat)
  - Coelum Philosophorum, Seu Liber De Secretis Naturae. Dietzelius, Trier 1630 (Digitalisat) (Digitalisat)